# SPIC
SPIC (англ. Spi-C transcription factor) – білок, який кодується однойменним геном, розташованим у людей на 12-й хромосомі. Довжина поліпептидного ланцюга білка становить 248 амінокислот, а молекулярна маса — 29 180.
| 10         |  | 20         |  | 30         |  | 40         |  | 50         |
| ---------- |  | ---------- |  | ---------- |  | ---------- |  | ---------- |
| MTCVEQDKLG |  | QAFEDAFEVL |  | RQHSTGDLQY |  | SPDYRNYLAL |  | INHRPHVKGN |
| SSCYGVLPTE |  | EPVYNWRTVI |  | NSAADFYFEG |  | NIHQSLQNIT |  | ENQLVQPTLL |
| QQKGGKGRKK |  | LRLFEYLHES |  | LYNPEMASCI |  | QWVDKTKGIF |  | QFVSKNKEKL |
| AELWGKRKGN |  | RKTMTYQKMA |  | RALRNYGRSG |  | EITKIRRKLT |  | YQFSEAILQR |
| LSPSYFLGKE |  | IFYSQCVQPD |  | QEYLSLNNWN |  | ANYNYTYANY |  | HELNHHDC   |

A: Аланін

C: Цистеїн

D: Аспарагінова кислота

E: Глутамінова кислота

F: Фенілаланін

G: Гліцин

H: Гістидин

I: Ізолейцин

K: Лізин

L: Лейцин

M: Метіонін

N: Аспарагін

P: Пролін

Q: Глутамін

R: Аргінін

S: Серин

T: Треонін

V: Валін

W: Триптофан

Задіяний у таких біологічних процесах, як транскрипція, регуляція транскрипції. 
Білок має сайт для зв'язування з ДНК. 
Локалізований у ядрі.